# Локомотив (стадіон, Чернігів)
Стадіон «Локомотив» — футбольний стадіон у Чернігові. Стадіон був побудований поруч з залізничною дільницею Чернігів-Овруч та пам'ятником воїнам визволителям на площі Перемоги.

## Основна інформація
Стадіон розташовано поруч із залізничною дільницею Чернігів-Овруч. Спортивна споруда складається з єдиної трибуни, що має декілька рядів з шести або семи дерев'яними лавками, де місцева молодь збирається вечорами пити пиво та лускати насіння. Нахил «трибуни» — лише десять градусів, тобто, коли вона заповнюється повністю, то із задніх рядів практично не видно поля.

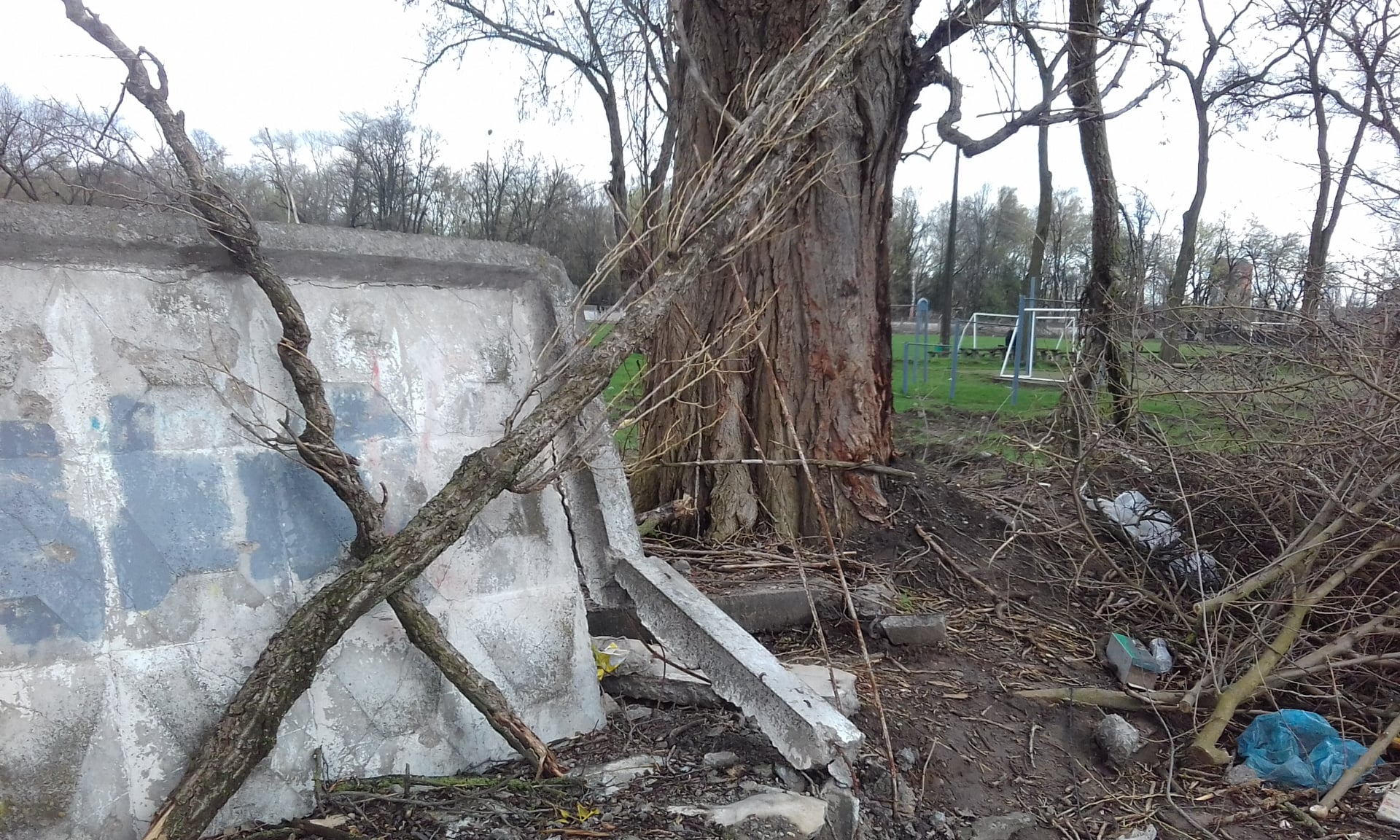
Паркан стадіону після обстрілів російськими окупантами. Чернігів. 26 квітня 2022

У 2016 році було оголошено про намір реконструювати стадіон. У 2017 році було заявлено, що на реконструкцію «Локомотива» необхідно витратити 14 мільйонів гривень з міського бюджету. Цього ж року мер міста Владислав Атрошенко засумнівався про необхідність реалізації проєкту з реконструкції стадіону «Локомотив» на вулиці Жабинського. Він сказав, що може обійтися місту не менше 70 мільйонів гривень. Він повідомив, що в місті вже діє три стадіони, головний стадіон імені Юрія Гагаріна, другий — Юність та приватний стадіон Чернігів-Арена на ЗАЗі.
У 2017 році домашні матчі у рамках Вищої ліги чемпіонату Чернігівської області на «Локомотиві» проводила ФК «Десна-2» (Чернігів).
Втім, у 2019 році стадіон було внесено до переліку об'єктів, які фінансуватимуться Фондом державного регіонального розвитку. Але він ще й досі чекає на фінансування. Користувачем його буде комунальний позашкільний навчальний заклад «Спеціалізована дитячо-юнацька школа олімпійського резерву з футболу „Десна“ Чернігівської міськради».
У листопаді 2021 року на стадіоні пройшов «марафон у Нью-Йорку, який ніхто не хоче бігти», організований «Новою поштою».
Стадіон названий серед трьох спортивних об'єктів Чернігова, повністю зруйнованих російськими окупантами під час облоги міста у лютому-квітні 2022 року.